# Magyarországi Szabadegyházak Tanácsának Lelkészképző Intézete
A Magyarországi Szabadegyházak Tanácsának (SZET) Lelkészképző Intézetét 1966-ban alapították meg, a magyar szabadegyházi felekezetek lelkészképzésére. Az intézet 1990-ig, 24 éven keresztül működött (székhelye Budapesten, a Székely Bertalan utca 13. alatt volt). Jogutódja a Pécelen működő Adventista Teológiai Főiskola.

## Története
1966-ban a református és az evangélikus teológiái iskolák mintájára alapították meg. Az alapvető elképzelés szerint a speciális tárgyakat mindegyik egyház maga szervezte meg. A Lelkészképző Intézet az általános teológiai alapoktatást végezte. A kialakult közös tanári karban több felekezet képviseltette magát: kezdetben Kiss János (adventista), Nagy József (baptista), Szebeni Olivér (baptista), Szigeti Jenő (adventista) és Wladár Antónia (metodista) lelkészek részvételével. Wladár Antónia az Ószövetséget, Szigeti Jenő az Újszövetséget, Szebeni Olivér az egyháztörténelmet, Nagy József a rendszeres teológiát, Kiss János a gyakorlati teológiát tanította. 
Később nem csak cserélődtek a tanárok, de újak is csatlakoztak. Id. Bartha Tibor református püspökkel, valamint Vámos József evangélikus teológiai tanárral olyan testvéri megállapodás született, hogy – először a Debreceni Református Teológián (1972), később majd az Evangélikus Teológiai Akadémián (1979) – 5,5 év tanulás után a hatodik év végén, az arra érdemes hallgatók, egyetemi rangú diplomát szerezhessenek.